# 烏比納斯區

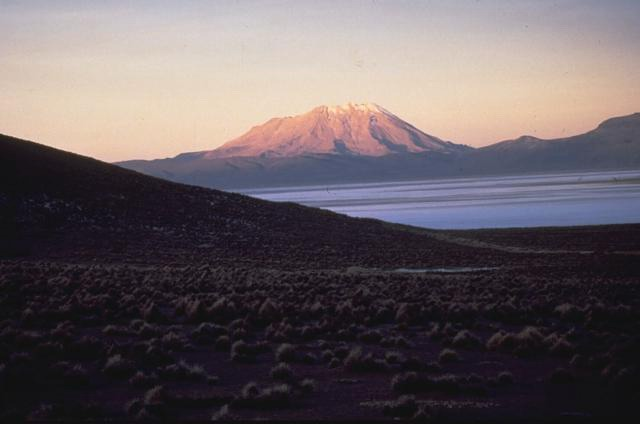

16°23′12″S 70°51′21″W / 16.3867°S 70.8559°W
烏比納斯區（西班牙語：Distrito de Ubinas），是秘魯的一個區，位於該國南部莫克瓜大區的桑切斯將軍山省，面積874.6平方公里，海拔高度3,376米，2005年人口4,804，人口密度每平方公里5.5人。